# Семья Бахмани
Семья Бахмани, также Бахмани-Каджар — аристократическая азербайджанская семья, принадлежащая к одной из ветвей династии Каджаров, правящего дома, правившей Ираном в 1785—1925 годах. Основателем является Бахман Мирза Каджар (1810—1884), младший брат Мохаммед-шаха Каджара и бывший принц-регент и губернатор Азербайджана 1841—1848 годах.
В последней четверти XIX века семья разделилась на: 
1) российскую ветвь, служившую царю, и признана в 1886 году в Российской империи; 
2) иранскую ветвь в Тегеране при шахском дворе, носящую традиционный титул шахзаде («принц»).
Бахман Мирза использовал для себя и своих старших сыновей обращение навваб («высочество»). Многие из потомков Бахмана Мирзы мужского пола были высокопоставленными офицерами Российской императорской армии и оставались на службе у царя до Октябрьской революции — в Тифлисе, Шуше, Гяндже и Баку. Многие из них служили в Азербайджанской Демократической Республике во время недолгой независимости от России 1918—1920 годов. С приходом к власти Советов и аннексией Азербайджана многие сыновья Бахмана Мирзы были казнены или бежали в Персия.

## Историческая справка
Королевское правление династии Каджаров — мужское первородство от принцессы Каджаров. Это особое дополнение означает, что не автоматически старший сын
наследовал своему отцу, а старший сын, рождённый принцессой Каджар. Все остальные сыновья законны, но морганатичны и не имеют права на наследство.
Этот факт вызвал в первой половине XIX века проблемы в плодовидной императорской семье. Старшие князья, часто могущественные губернаторы и фавориты своего отца, не признавали автоматически высший статус своих младших братьев или племянников.
Бахман Мирза был четвёртым сыном Аббас Мирзы от его двоюродной сестры и главной жены Айши, дочери Мохаммад-хана Каджара Давалу. Аббас Мирза был четвёртым сыном и назначен наследником Фатх Али Шаха его главной женой и королевой Ассие I, дочерью Фатх Али Хана Каджар Давалу. Когда Аббас Мирза умер в 1833 году до Фатх Али Шаха, его старший сын Мохаммад Мирза стал новым наследным принцем, а Бахман Мирза был следующим младшим братом. Мохаммад-Шах, страдающий тяжелой болезнью, был слабым монархом, поэтому Бахман-Мирза, а также иностранные державы, Великобритания и Россия, настаивали на его королевских правах, хотя у Мохаммад-Шаха уже был малолетний сын от матери Каджара, который был провозглашён наследным принцем в 1835 году, хотя у него всё ещё было плохое здоровье, но он должен был стать следующим правителем, как Насир ад-Дин Шах. Таким образом, Бахман Мирза хотел исполнить обязанности наместника Азербайджана, наместника своего брата и регента своего несовершеннолетнего племянника.
В 1847 году, Бахман Мирза лишился королевской благосклонности из-за придворных политических интриг, и в 1848 году отправился в ссылку в Россию. Сначала он переехал в Тифлис, а в 1853 году — в Карабах, в Шушу, где у семьи была недвижимость, большой летний дворец. Многие члены семьи служили при российском императорском дворе Санкт-Петербурга и стали популярными фигурами в более поздней Азербайджанской Республике. В 1872 году, один из сыновей Бахмана Мирзы договорился со своим двоюродным братом Насером ад-Дин Шахом, и семья была реабилитирована в Иране и приглашена вернуться в Тегеран. Бахман Мирза отказался, но некоторые из его детей вернулись. Таким образом, семья была разделена на: 1) русскую ветвь, служившую царю, и признана в 1886 году в Российской Империи; а также на 2) иранскую ветвь, в Тегеране, при шахском дворе, носящую традиционный титул шахзаде («князь»). Бахман Мирза использовал для себя и своих взрослых сыновей более знакомый стиль терминологии навваб («высочество»). Дети и внуки Бахмани были отправлены в европейские школы и получили лучшее образование. И многие из потомков Бахмана Мирзы мужского пола были высокопоставленными офицерами Российской Императорской Армии и оставались на царской службе до Октябрьской Революции в Тифлисе, Шуше, Гяндже и Баку. Многие из них служили в Азербайджанской Демократической Республике во время недолгой независимости 1918—1920 годов. С приходом Советов к власти и аннексией Азербайджана многие сыновья Бахмана Мирзы были казнены или бежали в Иран.
Число детей Бахмана Мирза составило 61 (только 50 выжили в младенчестве) — из которых 31 сына и 30 дочерей. Таким образом, он стал отцом Бахмани-Каджаров по линиям Каджаров Азербайджана наименованы Бахманов, Бахманоглу и Гаджар, а также семьи Бахман и Бахмани в Иране. А его дочери, которые часто принимали участие во многих благотворительных мероприятиях, вышли замуж за семьи Ахундова, Бадалбейли, Везирова, Тагиева, Шахтахтинского, Бегларбегова, Мехмандарова, Аббасово, Мурадова и Мирзова.

## Герб
Фамильный герб основан на старинной эмблеме Льва и Солнца, королевском символе со времён сельджуков XIII века. В 1785 году Ага Мохаммад Хан принял эмблему, и при Фатх Али Шахе в 1803 году она стала символом государства, а также королевского дома. В 1871 г. была опубликована текущая версия.
Лежачий на сколе лев-стражник на лазурном фоне и зелёной базе, освещённый золотым солнцем. Щит, покрытый королевской мантией в виде львиной шкуры, на которой видны две лапы; на подкладке знамени древняя семиконечная корона.

## Генеалогия
Фельдмаршал Принц Бахман Мирза Каджар родился 11 октября 1810 года в Тегеране и умер 11 февраля 1884 года в Шуше, Карабах. Он был четвёртым сыном наследного принца Аббаса Мирзы «Найеб ос-Салтане» от принцессы Аиши (Джахан) Ханым Давалу и младшим полным братом Мохаммад Шаха Каджара. В 1831—1834 годах стал губернатором (хакем) Ардебиля, в 1834 году — губернатором Тегерана и главнокомандующим (сепах-салар), в 1836—1841 годах — генерал-губернатором (бейглербеги) Боруджерда, Лурестана и Хамадана, в 1842—1847 годах — наместником (вали) Азербайджана и губернатором Тебриза.
Детей у Бахмана Мирзы было 61 — из них сыновей 31 и дочерей 30. Некоторые из них стали предками азербайджанских семей Каджаров: Персидских, Бахмановых и Каджаров.
Его 31 сына в порядке старшинства:
- 1. (от Малек Солтан Ханым) Принц Анушираван Мирза «Зия од-Даулех» «Амир Туман» (19 августа 1833, Ардебиль — 23 октября 1899, Шуша), был в 1873 году губернатором Туршиза, в 1881—1882 годах губернатор ом Тебриза, в 1884—1886 и в 1898—1899 губернатор ом Семнана, Дамгана и Шахруда, в 1888—1889 губернатор ом фон Боруджерда и Лорестана. Первая жена — Галин Ханым Бади ол-Джамал Ханым, дочь Мохаммад Хасан Хана Сардар Иравани, вторая жена — дочь своего дяди по материнской линии, принца Амира Теймура Мирзы Хессами-Каджара, сына Мохаммада Таки Мирзы от дочери Хоссейн-хана Донболи. Его дети:
  - 1) Принцесса Малеке-Афаг Ханым (1864, Тебризе — 26 октября 1917, Тегеран; погребена в Гробнице Шаха Абдол-Азима, Тегеран) вышла замуж ок. 1880 года сперва за Мирза Хоссейн (ум. 1898, Тегеран) из семьи Бехнам, в Азербайджане; а в 1898 году вышла замуж за Аманолла-хана Зия ос-Солтана (ум. 1931, Гамбург), сына Сафар-хана Донболи из ханов Хойского ханства. Она родила троих сыновей и одну дочь, мать Али Акбара Бахмана и семьи Бахман.
- 2) Принцесса Малекзаде-Ханым вышла замуж за Сана од-Доулех Бахрами.
  - 2. (Малек Солтан Ханым) Принц Джалал од-Дин Мирза (ок. 1836 — 1870), майор русской армии, генерал-майор персидской армии, поэт и историк. Был отцом Шафи-хана Каджара.
  - 3. (Малек Солтан Ханым) Принц Риза-Кули Мирза (1837, Персия — 1894, Санкт-Петербурге), генерал русской армии.
  - 4. (Шахзаде Ханым) Принц Шахрох Мирза (15.09.1844, Персия — 1915, Баку), полковник русской армии.
  - 5. Принц Насроллах Мирза (род. 1848), полковник Нижегородского драгунского полка, вернулся в Иран.
  - 6. Принц Мохаммед Али Мирза «Шоа ос-Солтан» «Амир Туман» (род. 1849), главнокомандующий Персидской казачьей дивизией в Исфахане.
  - 7. (Малек Джахан Ханым) Принц Хан-Баба-Хан Мирза (1849—1926), полковник русской армии. Командующий Северским 18-м драгунским полком.
  - 8. (Мехр Фарид Ханым) Принц Абдол Самед Мирза (1851, Тифлис — 1924, Шуша), полковник русской армии.
  - 9. Принц Кофлан Ага Мирза (род. 1851).
  - 10. Принц Азиз Хан Мирза (род. ок. 1851).
  - 11. Принц Махмуд Мирза (род. ок. 1853), генерал русской армии.
  - 12. (Мехр Фарид Ханым) Принц Эмир Казым Мирза (1853—1920), генерал-майор русской армии. В 1919—1920 годах комендант города Гянджа[1][2].
  - 13. (Кучек Барда Ханым) Принц Али Кули Мирза (1854—1905).
  - 14. Принц Баха од-Дин Мирза (род. 20.07.1855).
  - 15. Принц Гейдар Коли Мирза (15.08.1855 — 1918).
  - 16. (Кучек Барда Ханым) Принц Хан Джахан Мирза (род. ок. 1855), полковник русской армии.
  - 17. (Чичек Ханым) Принц Аманулла Мирза (08.01.1857, Шуша — 1937, Тегеран), генерал-майор российской армии, помощник начальника 1-й пехотной дивизии армии АДР[3]. Вернулся в Иран и стал инструктором персидской армии.
  - 18. Принц Ильхани Мирза (1858—1901).
  - 19. Принц Хомаюн Мирза (род. 1860).
  - 20. Принц Сейфулла Мирза (03.06.1864 — 1926), полковник русской армии. В 1919—1920 гг. штаб-офицер для поручений при военном ведомстве и военном министре АДР[4].

- - 21. (Мехр Фарид Ханым) Принц Амирхан Мирза (р. ок. 1864).
  - 22. (Кучек Барда Ханым) Принц Имамверди Мирза (р. ок. 1864), вернулся в Иран.
  - 23. (Кучек Барда Ханым) Принц Хан Алам Мирза (р. ок. 1865).
  - 24. Принц Аллахверди Мирза (р. ок. 1866).
  - 25. (Кучек Барда Ханым) Князь Кейгобад Мирза (1867—1923). Отец семейства Бахмановых.
  - 26. (Чикек Ханым) Принц Колам Шах Мирза (1867—1918).
  - 27. (Чичек Ханым) Принц Шах Коли Мирза (род. 1871).
  - 28. (Чичек Ханым) Принц Мохаммад Мирза, он же Мамед Коли Мирза (1872—1920), генерал-майор русской армии.
  - 29. (Кучек Барда Ханым) Принц Ардашир Мирза (род. 1875).
  - 30. Принц Сейф ол-Малек Мирза.
  - 31. (Хандан Ханым) Принц Сахебгаран Мирза вернулся в Иран и в 1903 году стал главнокомандующим Музаффар ад-Дин Шаха.

Его известные дочери по именам в порядке старшинства:
1. Принцесса Мариям Салтанат Ханым (1836 — 27.02.1866) вышла замуж за Бегдад бея Джаваншира из ханов Карабаха. Она родила одного сына и одну дочь.
2. Принцесса Азари Хомаюн Ханым «Шахзаде Ханым» (род. ок. 1838) вышла замуж в 1861 за Абол Фатх хана Зиядханова (р. 1843) из династии Каджар-Зиядоглу (Зиадлу) в Гяндже. Она родила троих сыновей и пятерых дочерей.
3. (Шахзаде Ханым) Принцесса Роушандех Солтан Ханым (ок. 1846) вышла замуж за Хаджи Буюка Мурада Бейга Нурибекова (ум. 1870). Она родила одного сына и одну дочь.
4. Принцесса Кизиханим Ханым «Тадж ол-Молук» (р. 1847 в Тебризе) вышла замуж за Мохаммада Касема Ага Джаваншира из ханов Карабаха.
5. Принцесса Сабие Ханым, основательница библиотеки имени Низами Пушкина в Гяндже.
6. Принцесса Наваб Ага Ханым вышла замуж за Исмаил Хана.
7. Принцесса Малек-Сифаг Ханым.
8. (Мирвари Ханым) Принцесса Зарри Ханум (род. 1864; ум. 1943), вторая жена, Керим бека Мехмандарова (род. 1854; ум. 1929). Она родила троих сыновей и пятерых дочерей.
9.(Мирвари Ханым) Принцесса Хуршид Ханум, вышла замуж за Сафарали бека Велибекова (р. 1861; ум. 1902). У них было две дочери.
10. (Мирвари Ханым) Принцесса Ханзаде Ханым вышла замуж и родила дочь.
11. Принцесса Кейкаб Ханым.
12. (Мирвари Ханым) Принцесса Аббасех Ханым (р. 10.06.1865) вышла замуж за Реза Бейга Садыгбекова, сына Садег Бейга. Она родила одного сына и трех дочерей.
13. Принцесса Нур Джахан Ханым (род. 1868; ум. 1955), вышла замуж в 1890 году за Мостафа бека Агаева (ум. 1921). Она родила одного сына и пятерых дочерей.
14. Принцесса Туран Ханым.
15. (Кучек Барда Ханым) Принцесса Ашраф Ханым вышла замуж за хана Хана Нахчыванского (ум. после 1920) от ханов Нахичевани.
16. (Кучек Барда Ханым) Принцесса Манзар Ханым вышла замуж за Насера Бейга Джаваншира из ханов Карабаха.
17. (Кучек Барда Ханым) Принцесса Бахджат Ханым вышла замуж за Насера Бейга Джаваншира из ханов Карабаха. Она родила одну дочь.
18. (Кучек Барда ХанХм) Принцесса Нур аль-Айн Ханым.
19. (Кучек Барда Ханым) Принцесса Фирузех Ханым вышла замуж за Феридун Бейга. Она родила одну дочь.
20. Принцесса Фахр ос-Солтан Ханым.
21. Принцесса Шахзди Ханым вышла замуж за Абола Фатха Аги, сына Солеймана Аги, потомка султанов Шамшадила, от его жены Саиды Бегум, потомка династии Каджар- Зиядоглу (Зиадлу) Гянджи.